# Song Xiaozong
Song Xiaozong (ur. 27 listopada 1127 w Jiaxing zm. 28 czerwca 1194 w Hangzhou) – drugi cesarz Chin z południowej dynastii Song, panował w latach 1162–1189.

## Życiorys
Urodzony w 1127 roku Xiaozong wstąpił na tron po abdykacji swojego ojca Gaozonga w 1162 roku. Wznowił ponownie wojnę z dżurdzeńską dynastią Jin. Po dotkliwej klęsce na początku kampanii, wojna zakończyła się jednak pokojem, który zakładał zakończenie płacenie trybutu dynastii Jin. Cesarz abdykował dwa lata po śmierci swojego ojca (1187) w 1189 roku, kiedy to tron objął jego syn Guangzong. Zmarł pięć lat później w 1194 roku.